# Haag (Alsó-Ausztria)
Haag osztrák város Alsó-Ausztria Amstetteni járásában. 2023 januárjában 5753 lakosa volt. 

## Elhelyezkedése

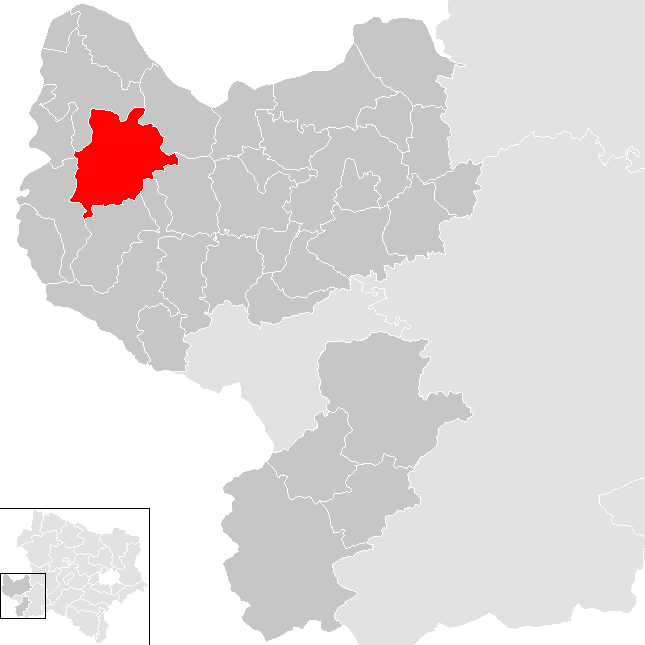
Haag az Amstetteni járásban

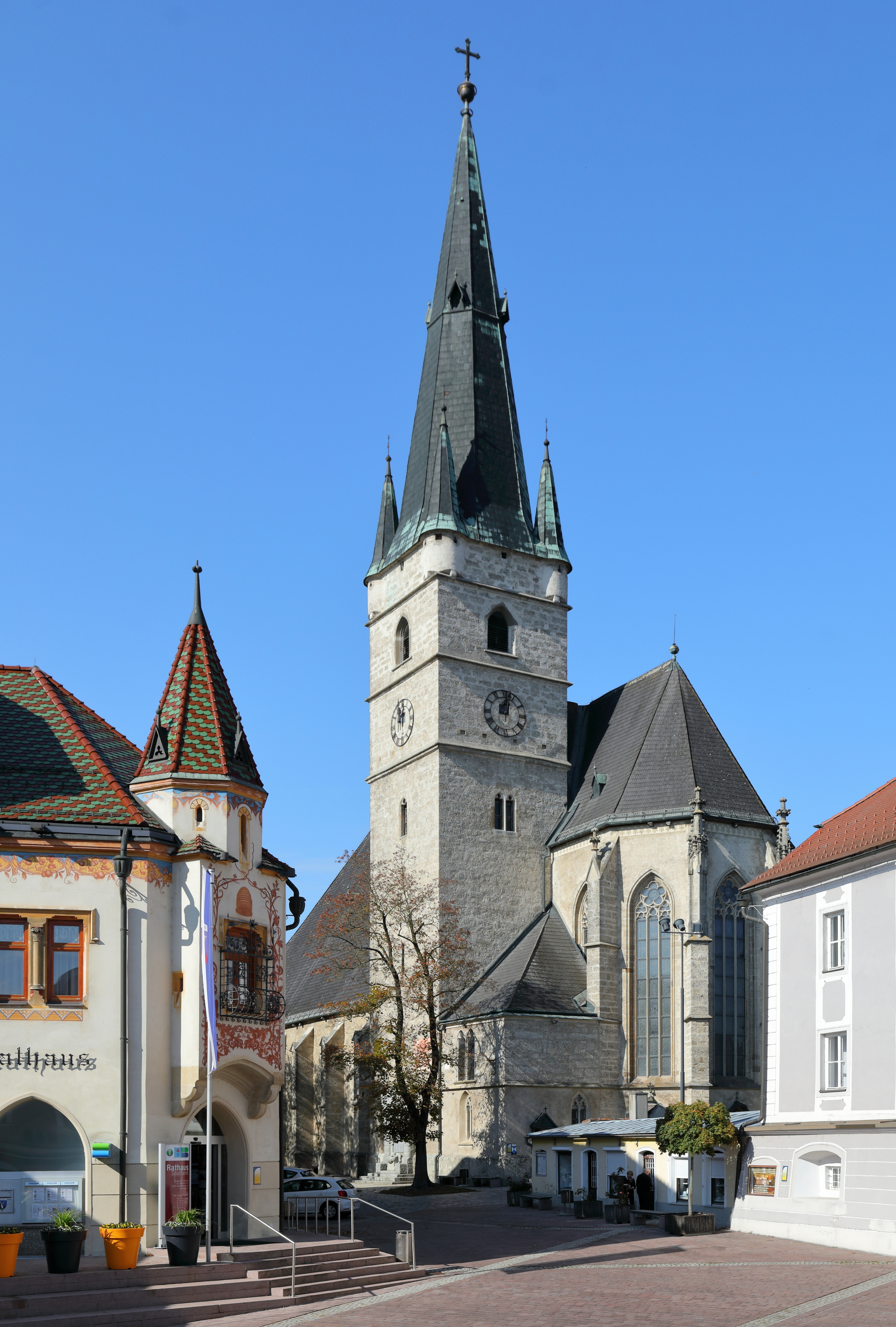
A Szt. Mihály-plébániatemplom

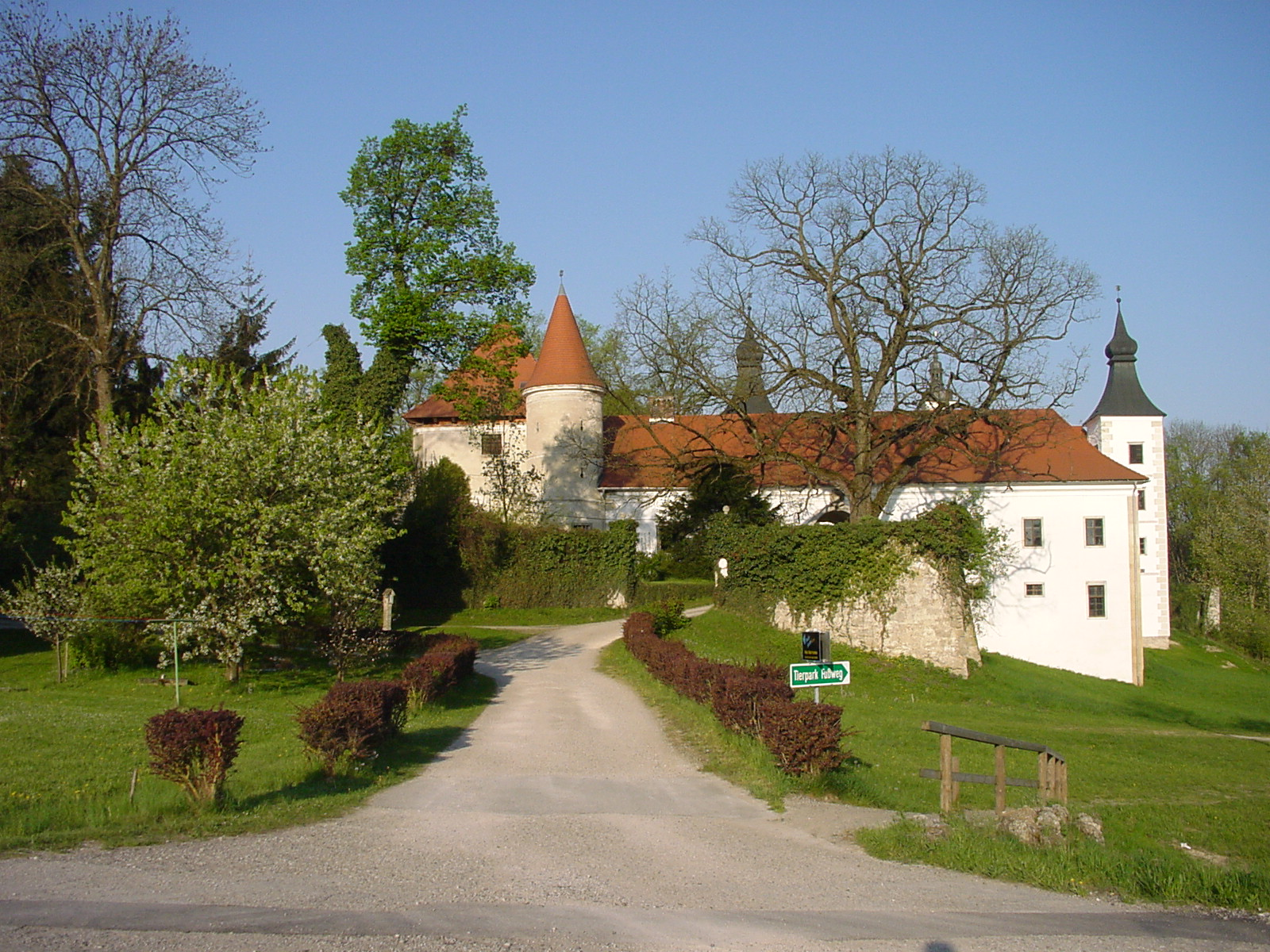
A salabergi kastély

Haag a tartomány Mostviertel régiójában fekszik a Haager Bach folyó mentén, az Enns és Duna folyók közelében. Területének 15,9%-a erdő, 72,6% áll mezőgazdasági művelés alatt. Az önkormányzathoz 12 katasztrális község tartozik: Edelhof, Gstetten, Haag Stadt, Heimberg, Holzleiten, Knillhof, Krottendorf, Porstenberg, Radhof, Reichhub, Salaberg és Schudutz.
A környező önkormányzatok: északkeletre Strengberg, keletre Wolfsbach, délkeletre Sankt Peter in der Au, délre Weistrach, délnyugatra Haidershofen, nyugatra Ernsthofen, északnyugatra Sankt Valentin.

## Története
A város területe az újkőkorban is lakott volt. A település közelében halomsírokat, római kori hamvasztásos temetkezési helyet tártak fel a régészek. 
Haagot 1032-ben említik először, amikor Berengár passaui püspök felszentelte templomát. Neve a tüskebokor, bozót jelentésű középfelnémet hac szóból származik. A falu a püspök birtoka volt, határait 1178-ban rögzítették. A 12-13. században miniszteriális és lovagi rangú nemesi családoké volt; egyikük, a Hagwalde nemzetség hűbérbirtokából alakult ki a salabergi uradalom. Hűbéruraik előbb a Babenbergek, később (1348-tól) a Wallseek voltak. 
Haagot 1414-ben már mezővárosként említik, de biztosan csak 1464-től rendelkezett vásártartási jogokkal, amikor korábbi kiváltságait III. Frigyes császár megerősítette. Hamarosan virágzó kereskedelmi és kézműipari központtá fejlődött, főleg takácsairól és fazekasairól volt ismert. Takácsainak céhe 1544-ben alakult meg.
A reformáció után akkori birtokosai, a Kölnpeckek is protestáns hitre tértek. 1576-ban elűzték a katolikus papot és helyére protestáns prédikátort hívtak. 1619-ben Heinrich von Salburg szerezte meg a salabergi uradalmat, ő azonban az ellenreformáció híve volt és hatására 1660-ra már csak néhány protestáns maradt Haagban.
Az 1848-as forradalom után megszűnt a feudális birtokrendszer és megalakulhatott Haag mezővárosi önkormányzata. 1921-ben ezt Haag-Landre és Markt Haagre osztották fel. Markt Haag ot 1932-ben városi rangra emelték, majd 1938-ban a két önkormányzat ismét egyesült. 

## Lakosság
A haagi önkormányzat területén 2023 januárjában 5753 fő élt. A lakosságszám 1890 óta gyarapodó tendenciát mutat. 2020-ban az ittlakók 93,8%-a volt osztrák állampolgár; a külföldiek közül 1% a régi (2004 előtti), 3,1% az új EU-tagállamokból érkezett. 1% az egykori Jugoszlávia (Szlovénia és Horvátország nélkül) vagy Törökország, 1,1% egyéb országok polgára volt. 2001-ben a lakosok 92,4%-a római katolikusnak, 1,3% evangélikusnak, 1,1% mohamedánnak, 3,7% pedig felekezeten kívülinek vallotta magát. Ugyanekkor 5 magyar élt a városban; a legnagyobb nemzetiségi csoportot a németeken kívül (97,3%) a törökök alkották 0,8%-kal.
A népesség változása:

| 2016 | 5 499 |
| 2018 | 5 548 |

## Látnivalók
- a salabergi kastély
- a későgótikus Szt. Mihály-plébániatemplom
- az idősotthon neogótikus kápolnája
- a skanzen
- az állatkert

## Híres haagiak
- Wolfgang Brandstetter (1957-), politikus, igazságügyminiszter, alkancellár
- Jessica Pilz (1996-), világbajnok versenymászó

## Fordítás
- Ez a szócikk részben vagy egészben  a   Haag (Niederösterreich) című német Wikipédia-szócikk ezen változatának fordításán alapul.  Az eredeti cikk szerkesztőit annak laptörténete sorolja fel. Ez a jelzés csupán a megfogalmazás eredetét és a szerzői jogokat jelzi, nem szolgál a cikkben szereplő információk forrásmegjelöléseként.